# Zebrano

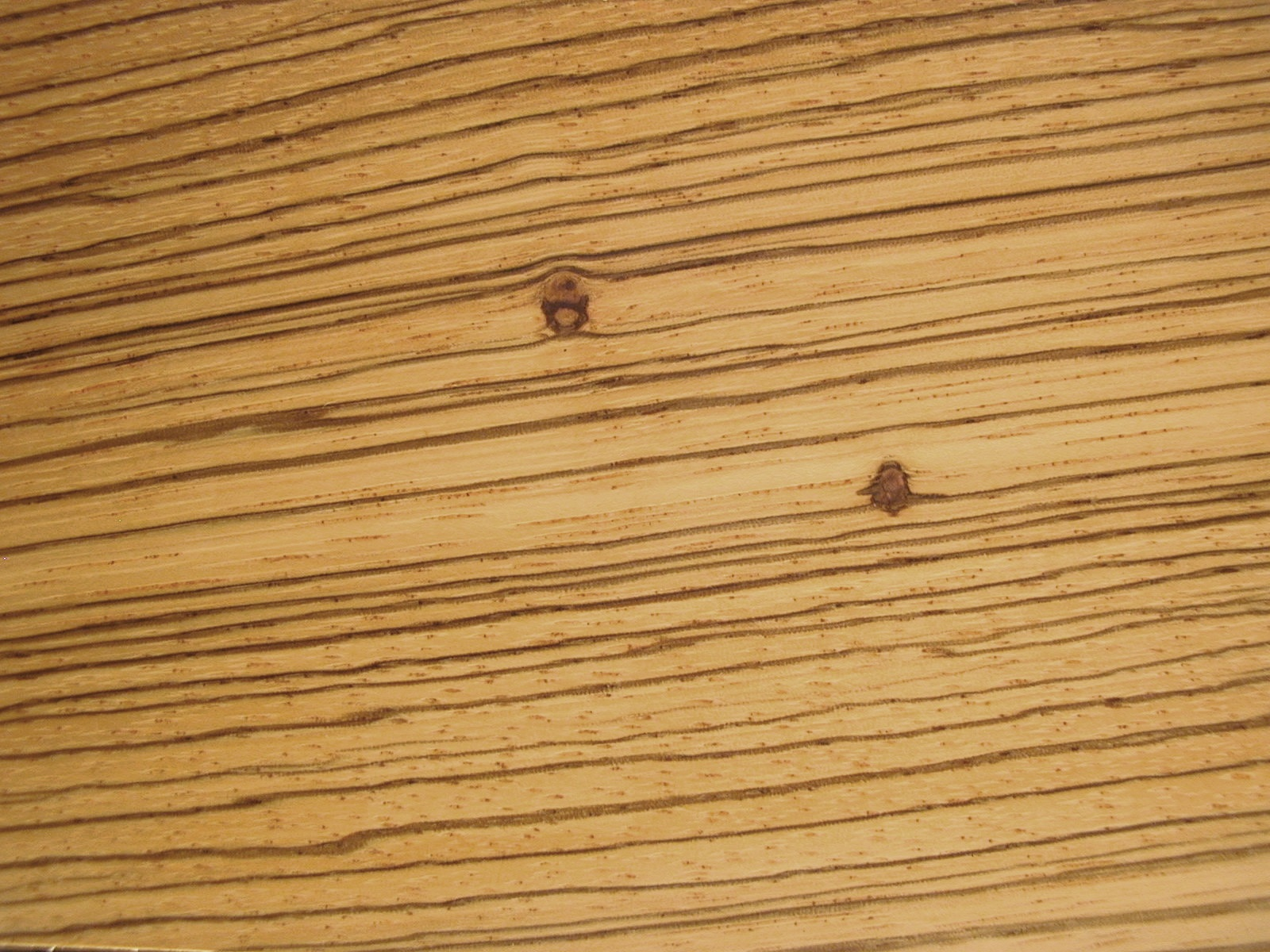
Zebrano

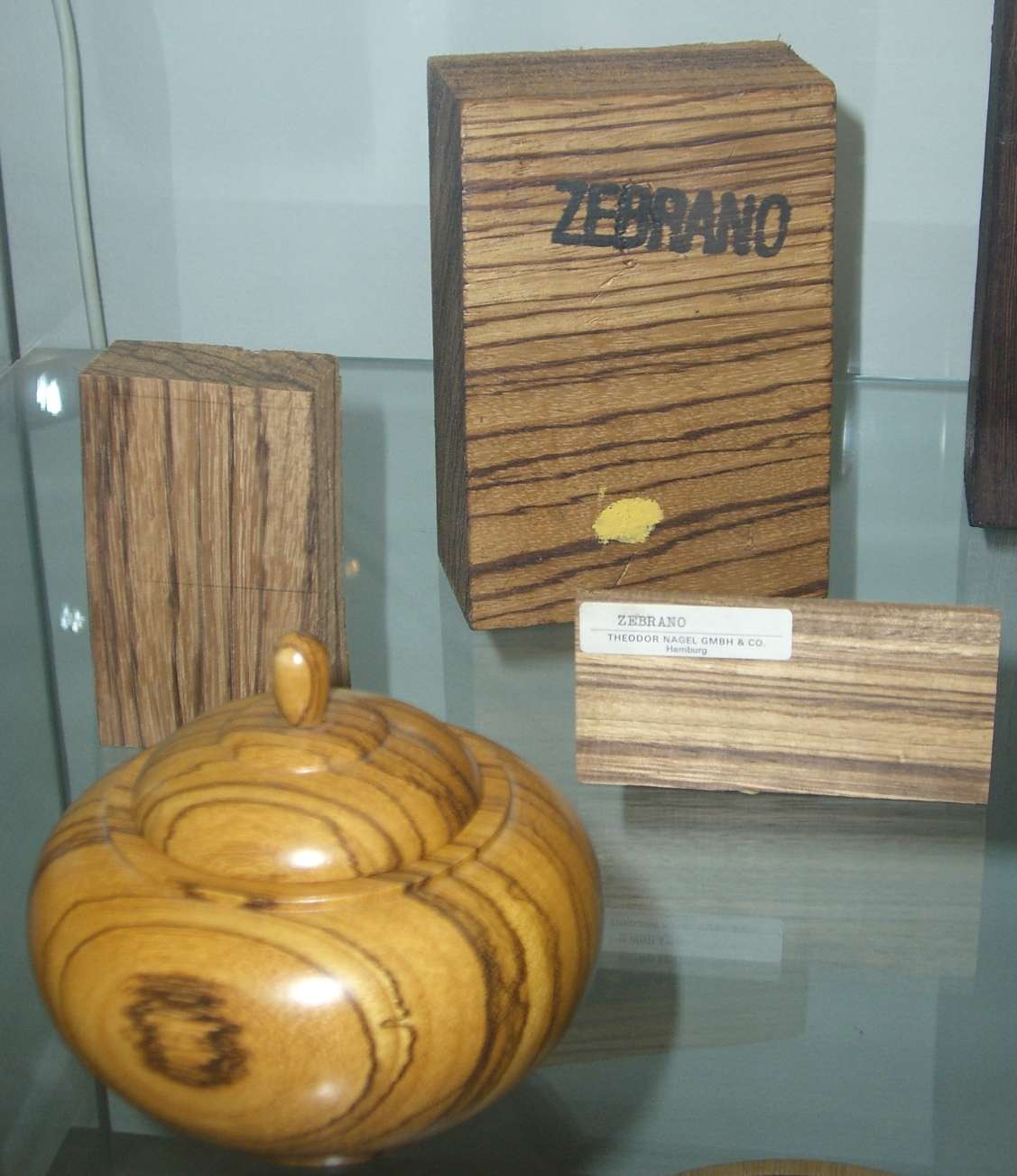
Zebrano

Zebrano of Zebrahout is een houtsoort met een opvallende strepentekening die aan zebra's doet denken. Het is een vaste, sterke houtsoort met een matig grove tot grove nerf. 
Zebrano wordt gebruikt in decoratieve toepassingen: meubelen, snij- en beeldhouwwerk, knoppen en handgrepen. Het laat zich goed draaien. Het is ook in de handel als fineer.
Tevens wordt dit type houtafwerking in veel modellen van het automerk Mercedes gebruikt om een klassieke uitstraling te geven aan het interieur.
Het hout wordt geleverd door bomen van het geslacht Microberlinia (familie Leguminosae),  voorkomend in tropisch West-Afrika: in Gabon heet het "Zingana" of "Izingana".